# موروشید جوکو
موروشید جوکو (انگلیسی: Murushid Juuko؛ زادهٔ ۱۴ آوریل ۱۹۹۴) بازیکن فوتبال اهل اوگاندا است.
از باشگاه‌هایی که در آن بازی کرده‌است می‌توان به اشاره کرد.
وی همچنین در تیم‌های ملی فوتبال Uganda national under-20 football team, Uganda national under-23 football team، و اوگاندا بازی کرده‌است.